# Le Grand Départ vers la Lune
Pour les articles homonymes, voir Rocket to the Moon.
Pour plus de détails, voir Fiche technique et Distribution.
Le Grand Départ vers la lune (Rocket to the Moon) est un film britannique réalisé par Don Sharp, sorti en 1967.
Le film suit le grand Barnum qui arrive en Angleterre avec le nain Tom Pouce, à la recherche d'une opportunité financière à la taille de sa réputation. Ayant fait la connaissance de l'inventeur d'un explosif révolutionnaire, le professeur Von Bulow, il va profiter de l'effervescence autour du lancement du tout premier vaisseau spatial vers la Lune.

## Synopsis
Durant l'époque victorienne, les savants et inventeurs essaient tous de faire de nouvelles découvertes scientifiques parfois à l'encontre même du bon sens comme avec la tentative ratée du duc de Barset de créer la première maison éclairée à l'électricité mais qui entraîne ensuite son incendie ou le pont suspendu de Sir Charles Dillworthy, qui s'effondre dès que la reine Victoria coupe le ruban inaugural. Pendant ce temps là en Allemagne, le puissant et nouvel explosif de Siegfried von Bulow, qui est censé ne nécessiter qu'une quantité infime de poudre, obtient un résultat désastreux. Au même moment, aux États-Unis, Phineas T. Barnum vient de signer des contrats avec des investisseurs pour ses grands cirques ambulants mais il apprend juste après qu'ils ont tous brulé et qu'il est ruiné. Il réussit à s'échapper avec son fidèle homme de main vers l'Angleterre.
Plus tard, Barnum et Thumb sont invités à une conférence scientifique de Von Bulow qui propose l'idée d'envoyer un projectile sur la Lune à l'aide de son nouvel explosif puissant. Von Bulow est dans un premier temps ridiculisé par l'assemblée mais Barnum pense que l'idée a le potentiel de lui rapporter de l'argent. Il entreprend de trouver le soutien financier afin de construire un canon géant pour tirer le projectile, portant un petit poucet réticent. Le projet attire très vite des investissements du monde entier cependant, le vaisseau spatial conçu par Sir Charles Dillworthy s'avère inutile puisqu'il ne fournit pas de moyen de retour sur Terre.
Barnum rencontre alors un aéronaute américain, Gaylord Sullivan, qui s'est enfui avec sa petite amie, Madelaine, le jour de son mariage avec un autre homme, le riche français Henri. En arrivant au Pays de Galles et en rencontrant Barnum, Gaylord affirme qu'il a conçu un projectile équipé de roquettes aller-retour. Henri propose de financer le missile de Gaylord s'il accepte de prendre la place de Petit Poucet. Pendant ce temps, Dillworthy et son beau-frère louche, Harry Washington-Smythe, qui ont déjà détourné la plupart des fonds de Barnum, complotent immédiatement pour saboter le vol de Gaylord afin de gagner de gros paris sur l'échec de l'expédition du vaisseau lunaire.
Lorsque Madelaine découvre leur plan, elle est enlevée et emmenée à Angelica's Home for Wayward Girls. Elle s'échappe, cependant, et revient à la rampe de lancement, située sur une montagne au Pays de Galles, juste au moment où Gaylord inconscient est retiré du vaisseau lunaire saboté. Dillworthy, Washington-Smythe et un espion russe, Bulgeroff (qui a rendu Gaylord inconscient), se faufilent dans le vaisseau spatial pour continuer leur sabotage. Bulgeroff tire le levier de décollage, et les trois hommes sont envoyés planer dans un aller simple grâce à l'explosif Von Bulow.
Ils atterrissent dans ce qui est vraisemblablement une friche stérile pour trouver des habitants chantant en russe. Là-bas, Washington-Smythe et Dillworthy  entament une dispute sur le lieu exact où ils se trouvent. Le premier soutient être sur la Lune tandis que l'autre lui demande pourquoi les autres prisonniers chantent en russe. Ce à quoi son compagnon dit que c'est parce que les russes sont arrivés les premiers sur la Lune.
Le film se termine sur eux tous en train de tirer avec des cordes le vaisseau lunaire sur l'air de Les Bateliers de la Volga.

## Fiche technique
- Titre : Le Grand Départ vers la lune
- Titre original : Rocket to the Moon (ou Jules Verne's Rocket to the Moon)
- Réalisation : Don Sharp
- Scénario : Dave Freeman et Harry Alan Towers, inspiré du roman De la Terre à la Lune de Jules Verne
- Production : Harry Alan Towers
- Société de production : Jules Verne Films Ltd.
- Musique : John Scott
- Photographie : Reginald H. Wyer
- Montage : Ann Chegwidden
- Costumes : Carl Toms (en)
- Pays :  Royaume-Uni
- Genre : Comédie de science-fiction
- Durée : 95 minutes
- Format : Couleur (Eastmancolor) - 2,35:1 - Format 35 mm - Son : Monophonique
- Date de sortie :
  - États-Unis : 21 juin 1967

## Distribution
- Burl Ives (VF : André Valmy) : Phineas T. Barnum
- Troy Donahue (VF : Serge Lhorca) : Gaylord Sullivan
- Gert Fröbe (VF : Georges Aminel) : Professeur von Bulow
- Terry-Thomas (VF : Roger Carel) : Sir Harry Washington-Smythe
- Hermione Gingold (VF : Lita Recio) : Angelica
- Daliah Lavi (VF : Perrette Pradier) : Madelaine
- Lionel Jeffries (VF : Philippe Dumat) : Sir Charles Dillworthy
- Dennis Price (VF : René Bériard) : Duc de Barset
- Graham Stark (VF : Pierre Trabaud) : Gundle
- Jimmy Clitheroe (en) (VF : Guy Piérauld) : Tom Thumb
- Edward de Souza (VF : Bernard Woringer) : Henri
- Joachim Teege (VF : Albert Augier) : Bulgeroff
- Joan Sterndale-Bennett (en) (VF : Héléna Manson) : La reine Victoria
- Judy Cornwell (VF : Arlette Thomas) : Electra
- Maurice Denham (non crédité) (VF : Michel Roux) : Le narrateur (voix)